# (2727) Paton
(2727) Paton (1979 SO9; 1939 DG; 1943 EX; 1949 QL1; 1952 HG3; 1964 CH; 1975 VE10; 1977 FR2) ist ein ungefähr neun Kilometer großer Asteroid des mittleren Hauptgürtels, der am 22. September 1979 vom russischen (damals: Sowjetunion) Astronomen Nikolai Stepanowitsch Tschernych am Krim-Observatorium (Zweigstelle Nautschnyj) auf der Halbinsel Krim (IAU-Code 095) entdeckt wurde.

## Benennung
(2727) Paton wurde nach dem sowjetischen Wissenschaftler Jewgeni Paton (1870–1953) benannt, der als Ingenieur für Brückenbau und als Erfinder des Lichtbogenschweißens bekannt ist. Der Asteroid ist auch nach Borys Paton (1918–2020) benannt, der ein sowjetisch-ukrainischer Wissenschaftler und Spezialist im Bereich des elektrischen Schweißens sowie Präsident der Nationalen Akademie der Wissenschaften der Ukraine war.